# Phyllophila melacheila
Phyllophila melacheila là một loài bướm đêm trong họ Noctuidae.